# Abrã
Abrã – sołectwo i gmina w Portugalii, w dystrykcie Santarém. W 2011 roku w sołectwie mieszkało 1 122 osób.